# День совы
«День совы» (в советском прокате — «Сова появляется днём» итал. Il giorno della civetta) — итальянский художественный фильм по роману Леонардо Шаши (1961). Выпущен 17 февраля 1968 года. Первый фильм из трилогии о мафии итальянского режиссёра Дамиано Дамиани.

## Сюжет
Капитан карабинеров Беллоди, расследуя в небольшом сицилийском городке убийство руководителя строительной компании и странное исчезновение рабочего Николози, возле дома которого и произошло преступление, обнаруживает, что все, кого он допрашивает в ходе расследования, не хотят ничего говорить. Он приходит к выводу, что за убийством стоит глава местной мафии, дон Мариано Арена. Беллоди встречается с Ареной, между ними происходит откровенный разговор. Дон Мариано убеждается, что перед ним твёрдый и решительный противник. Между делом дон излагает капитану свою классификацию людей: от высшей категории — «человек», к которым он относит себя, до низшей и презренной — «мокрица». Беллоди почти удаётся закончить расследование, но связи Арены оказываются сильнее. Он вынужден не только выпустить из тюрьмы дона Мариано, но и покинуть свою должность и уехать из городка. Его место занимает другой чиновник, Арене докладывают, что с ним наверняка не будет проблем, не то что с прежним. «Тот был человек, а этот — мокрица» — с оттенком сожаления заключает дон, взглянув издали на нового полицейского начальника.

## В ролях
- Франко Неро — капитан Беллоди
- Клаудия Кардинале — Роза Николози
- Ли Джей Кобб — дон Мариано Арена
- Серж Реджани — осведомитель полиции Парринедду
- Нехемия Персофф — Пицуко
- Тано Чимароза ― Дзекинетта